# Bliss Corporation
Bliss Corporation, también conocido como BlissCo, es una Compañía discográfica fundada en 1992 en la ciudad de Turín, Italia; por los productores discográficos Massimo Gabutti y  Luciano Zucchet.
Es particularmente conocida por llevar a los artistas de éxito como Eiffel 65, Dari, Gabry Ponte, Giorgio Prezioso, Da Blitz, Bliss Team, Karmah, Freakadelika, The Coolbreezers.
Inicialmente compuesto por un solo estudio de grabación después de años de éxitos e hitos importantes como 20 millones de discos vendidos en todo el mundo en la actualidad consta de nueve estudios de grabación y seis sellos discográficos.